# Amy van Marken
Amelia (Amy) van Marken (Hilversum, 21 juni 1912 - Amsterdam, 15 juni 1995) was een Nederlands letterkundige en literair vertaler, en een groot kenner van de Scandinavische literatuur.
Hoewel zij toen nog niet was gepromoveerd, kreeg zij in 1956 een vaste aanstelling als lector Scandinavische talen aan de Rijksuniversiteit Groningen.
In 1970 promoveerde zij met een proefschrift over de vrouwenfiguren in het werk van de Noorse schrijver Knut Hamsun en in 1975 volgde haar benoeming tot hoogleraar Scandinavische taal- en letterkunde.
Van Marken stond in 1970 aan de basis van het Arctisch Centrum.
Er is een vertaalprijs naar Van Marken vernoemd, die sinds 2006 eens in de twee jaar wordt uitgereikt.
In 2010 verscheen de biografie Mijn vak werd mijn leven, geschreven door Petra Broomans en Janke Klok, twee voormalige studenten van Van Marken. Het eerste exemplaar werd op 19 november 2010 uitgereikt aan Paula Stevens, die de Amy van Marken-vertaalprijs in 2010 ontving.

## Publicaties van Van Marken (selectie)
- Amy van Marken: Knut Hamsun en de vrouwenfiguren in zijn werk. Proefschrift Gent, 1970. Geen ISBN
- Amy van Marken: Studentenleven in de Scandinavische letterkunde. Groningen, Wolters, 1956. Inaugurele rede Groningen.
- Thor Heyerdahl: De Kon-Tiki expeditie. 8000 kilometer per vlot over de Grote Oceaan. Geautoriseerde vert. uit het Noors van Amy van Marken. Amsterdam, Scheltens & Van Giltay, 1949. Herdruk: onder meer 2007, ISBN 978-90-77895-11-5

## Publicaties over Van Marken
- Studies in Skandinavistiek, aangeboden aan Amy van Marken. Redaktie: Antonine M.L. Marquart Scholtz & Ulla Musarra-Schrøder. Groningen, Brouwer, 1977. ISBN   90-70198-02-9
- Diederik Grit: 'Levensbericht Amelia van Marken'. In: Jaarboek van de Maatschappij der Nederlandse Letterkunde, 1996
- Petra Broomans en Janke Klok:  'Mijn vak werd mijn leven'. Amy van Marken (1912-1995). Groningen, Barkhuis, 2010. ISBN 978-90-77922-74-3
- Hans Anten: Weer niet. Simon Vestdijk, Amy van Marken en de Nobelprijs voor Literatuur. In: Herdenkingsnummer Vestdijkkroniek 137 (2021).